# سرعة التراص
في علم الزلازل الانعكاسي، سرعة التراص هي قيمة السرعة الزلزالية التي يُحْصَلُ عليها من أفضل توفيق لمنحنى الانتقال-الزمن مع قطع زائد.